# Kasjoe-eiland
Kasjoe-eiland, ook wel Cashew Island, Kasuela en Casuela, is een eiland met een dorp erop in de Nieuwe Rivier / Boven Corantijn, die de westgrens markeert van het Tigri-gebied dat zowel Guyana als Suriname tot zijn grondgebied rekent. Voor Suriname ligt Kasjoe in het ressort Coeroenie (Sipaliwini) en voor Guayana in de regio East Berbice-Corentyne.
In het dorp wonen rond de tachtig inheemsen (stand 2020) van het volk Trio. In het dorp worden de talen Trio en Waiwai gesproken. Het dorpshoofd, Kenke Jaimo (stand 2020), is aangesloten bij de Vereniging Inheemse Dorpshoofden Suriname. De inwoners zijn van de Mawayana of Kikkervolk.
De inwoners mogen stemmen bij zowel de Surinaamse verkiezingen als bij de Guyanese verkiezingen. In 2011 werd in het dorp een school geopend waar les in het Engels wordt gegeven. In 2018 is het dorp nog niet verbonden met een telefoonnetwerk of het internet. In 2020 kreeg het toegang tot gezondheidszorg. Het ligt vier kilometer ten zuiden van Camp Jaguar dat in Suriname bekend staat als Kamp Tigri. Het dorp is bereikbaar via de airstrip aldaar en via de rivier.
Alalapadoe · Amatopo · Anapi · Atipakondre · Coeroenie · Kasjoe-eiland · Kwamalasamoetoe · Lucie · Sakuru · Sipaliwinisavanne · Vier Gebroeders
Corriverton · Kasjoe-eiland · Moleson Creek · New Amsterdam · Oreala · Port Mourant · Rose Hall · Sakuru · Wel te Vreeden